# Ibiraci
Ibiraci é um município brasileiro no interior do estado de Minas Gerais, Região Sudeste do país. Localiza-se na Microrregião de Passos. Sua população em 2022 foi recenseada pelo Instituto Brasileiro de Geografia e Estatística em 10 948 habitantes.

## Topônimo
O seu nome é proveniente da língua tupi e significa "mãe da árvore", através da junção dos termos Ibyrá ("árvore") e cy ("mãe").

## História
Segundo a Lei Estadual de Minas Gerais n. 843 de 7 de setembro de 1923,a independência política de Ibiraci em relação a comarca de Cássia ocorreu a 6 de Abril de 1924,visto que fora presidida a prefeitura pelo Coronél Timótheo Joaquim de Andrade.